# David Walker (pilote automobile)
Pour les articles homonymes, voir David Walker et Walker.
David Dave Walker, né le 10 juin 1941 à Sydney (Australie) et mort le 24 mai 2024, est un pilote automobile australien qui dispute le championnat du monde de Formule 1 en 1971 et 1972.

## Biographie
Après avoir fait ses classes dans la course automobile durant les années 1960, Walker pilote une Lotus en Formule 3 lors de la saison 1971,. Il remporte 25 des 32 courses disputées cette saison-là, y compris les courses de prestige du Grand Prix automobile de Monaco et du Grand Prix automobile de Grande-Bretagne disputé à Silverstone. À la fin de la saison, il a à la fois gagné les titres de F3 britannique Shell et Forward Trust. 
Il a attiré l'attention du fondateur de Lotus Colin Chapman, Walker fait ses débuts en Formule 1 au Grand Prix automobile des Pays-Bas 1971 au volant d'une Lotus 56B, avec un moteur Pratt & Whitney. Pendant la course sous la pluie, Walker se sert de la tenue de route de sa monoplace quatre roues motrices pour se hisser de la position de vingt-deuxième sur la grille à la dixième place à cinq tours de l'arrivée, mais il abandonne.
Walker est engagé pour le championnat du monde de Formule 1 1972 au volant d'une Lotus 72, comme pilote numéro deux derrière Emerson Fittipaldi. Au fur et à mesure de la saison, à la fois Walker et son équipe sont assez déçus. Quand Lotus s'aperçoit que Walker a testé une Formule 2 pour une autre équipe, il est remplacé pour le Grand Prix d'Italie 1972 et le Canada, par Reine Wisell. Walker est de retour pour le Grand Prix automobile des États-Unis 1972, mais il abandonne.  
Alors que Fittipaldi remporte cinq courses et marque soixante-et-un points, remportant le championnat, Walker n'a jamais fini un Grand Prix à une place supérieure à la neuvième place (au Grand Prix automobile d'Espagne 1972). Lotus met en cause la technique de conduite inadéquate de Walker, son manque de vitesse et le manque de connaissances mécaniques. Walker se plaint du matériel inférieur à celui fourni à son coéquipier et du peu d'assistance des ingénieurs. Il n'est pas retenu pour la saison 1973, et il est remplacé par Ronnie Peterson. David Walker est à ce jour le seul pilote à n'avoir inscrit aucun point lors d'un championnat du monde de Formule 1 remporté par un coéquipier. 
En 1973, Walker s'engage en Formule 2 mais il a la malchance de connaître deux graves accidents de la route cette année-là. Le pilote australien revient en Formule 1, avec l'écurie japonaise Maki Engineering Racing Team, mais cette dernière déclare forfait aux deux courses auxquelles il est engagé, faute d'une monoplace non prête. Il abandonne la course automobile en 1975, et ensuite dans le Queensland, où il dirige une entreprise de location de bateaux.
David Walker meurt le 24 mai 2024 à l’âge de 82 ans.

## Résultats en championnat du monde de Formule 1
| Saison | Écurie                 | Châssis    | Moteur                  | Pneus     | GP disputés    | Points inscrits | Classement |
| ------ | ---------------------- | ---------- | ----------------------- | --------- | -------------- | --------------- | ---------- |
| 1971   | Gold Leaf Team Lotus   | Lotus 56B  | Pratt & Whitney turbine | Firestone | 1              | 0               | Non classé |
| 1972   | John Player Team Lotus | Lotus 72D  | Ford-Cosworth V8        | Firestone | 10             | 0               | Non classé |
| 1975   | Maki Engineering       | Maki F101C | Ford-Cosworth V8        | Goodyear  | 0 (2 forfaits) | 0               | Non classé |